# مومیر بولاتوویچ
مومیر بولاتوویچ (انگلیسی: Momir Bulatović؛ زادهٔ ۲۱ سپتامبر ۱۹۵۶) یک سیاست‌مدار اهل مونته‌نگرو است.

## اوایل زندگی
بولاتوویچ از پدری که افسر ارتش خلق یوگسلاوی که از مونته نگرو بود در بلگراد به دنیا امد.خانواده او  در محله وودوواچ زندگی می کردند. خانواده او به دلیل شغل پدرش  اغلب در سراسر یوگسلاوی نقل مکان میکردند.وقتی مومیر پنچ ساله بود خانواده او به زادار در کرواسی نقل مکان کردند او در انجا تحصیلات ابتدایی و متوسط خود را به پایان رساند. در سال ۱۹۷۵ ، بولاتوویچ برای تحصیل در دانشکده به تیتوگراد نقل مکان کرد.به گفته بولاتوویچ ، او میخواست برای ادامه تحصیل به  دانشگاه به بلگراد برگردد ولی خانواده اش پول کافی برای فرستادن او به انجا را نداشتند ، او در نهایت در تیتوگراد ماند و به تحصیلات خود ادامه داد.